# Heraclio II
Flavio Heraclio o Heraclio II (626-641?) apodado Heracleonas fue un emperador bizantino que reinó brevemente sobre el Imperio a mediados del siglo VII. Era hijo del emperador Heraclio, fundador de la dinastía heracliana, y de su segunda esposa, Martina. Tenía un medio hermano mayor, Constantino Heraclio, fruto del primer matrimonio de su padre.
Por influencia de Martina, ambos hijos fueron considerados vástagos de la misma madre y asociados al trono bizantino en igualdad de condiciones por Heraclio. Heraclonas obtuvo el título de augusto en 638, y fue proclamado coemperador a la muerte de su padre en febrero del 641, junto con su medio hermano mayor Constantino III Heraclio, que por su edad quedó con cierta preeminencia. El auténtico nombre de Heraclonas era Heraclio, como su padre, por lo que accedió al trono como Heraclio II, pero nunca pudo desprenderse de su apodo Heracleonas (pequeño Heracles), que sería el recordado para la posteridad. Esto se debió a su corta edad cuando accedió al trono, pues era un adolescente de quince años, así como a un cierto recuerdo despreciativo generado por su supuesto fratricidio. Durante el corto reinado de su hermano de padre, se crearon sendos partidos que apoyaban a los coemperadores, el mayor de los cuales era el de Constantino.
La prematura muerte de Constantino III en mayo de 641, probablemente por una tuberculosis, dejó a Heracleonas como único soberano del Imperio. Pero la sospecha de que él y su madre Martina habían envenenado a Constantino lastró su reinado, ya que condujo a una revuelta que primero exigió que se asociase al trono a Constante, el hijo de Constantino III Heraclio, y terminó con el derrocamiento del emperador a finales de septiembre, que, junto con su madre, fue sometido a una mutilación. Esta fue la primera vez en que un emperador reinante fue sometido a esta práctica, probablemente adoptada de los persas. Durante el corto reinado, el emperador y su madre habían renovado el respaldo imperial al monotelismo y habían enviado al antiguo patriarca monotelita y gobernador de Egipto a la provincia a tratar con los musulmanes la entrega del territorio. El acuerdo con los musulmanes se rubricó tras largas negociaciones tras el destronamiento de Heraclio, en noviembre.
A Martina se le cortó la lengua, y a su hijo Heraclonas, la nariz. Fueron exilados en Rodas y nada más se sabe de lo acaecido con ellos tras su derrocamiento, aunque se cree que Heracleonas murió ese mismo año. Constante II fue proclamado nuevo emperador, lo que puso fin a las luchas familiares por la sucesión que se habían desatado a la muerte de Heraclio.